# NGC 426
NGC 426 is een elliptisch sterrenstelsel in het sterrenbeeld Walvis. Het hemelobject ligt ongeveer 214 miljoen lichtjaar van de Aarde verwijderd en werd op 20 december 1786 ontdekt door de Duits-Britse astronoom William Herschel.

## Synoniemen
- PGC 4363
- UGC 760
- MCG 0-4-35
- ZWG 385.26
- NPM1G -00.0041